# Sybra kaszabiana
Sybra kaszabiana är en skalbaggsart som beskrevs av Stefan von Breuning 1977. Sybra kaszabiana ingår i släktet Sybra och familjen långhorningar. Inga underarter finns listade i Catalogue of Life.